# Vitrac, Dordogne

Vitrac este o comună în departamentul Dordogne din sud-vestul Franței. În 2009 avea o populație de 870 de locuitori.

## Evoluția populației
| An        | 1975 | 1982 | 1990 | 1999 | 2006 | 2009 |
| --------- | ---- | ---- | ---- | ---- | ---- | ---- |
| Populație | 622  | 631  | 743  | 767  | 831  | 870  |